# Horebeke
Horebeke (franska: Hoorebeke) är en kommun i Belgien.   Den ligger i provinsen Östflandern och regionen Flandern, i den centrala delen av landet, 50 km väster om huvudstaden Bryssel. Antalet invånare är 2 071. Arean är 11,2 kvadratkilometer.
Terrängen i Horebeke är huvudsakligen platt.
Omgivningarna runt Horebeke är en mosaik av jordbruksmark och naturlig växtlighet. Runt Horebeke är det ganska tätbefolkat, med 207 invånare per kvadratkilometer.